# محمد انور خروت
محمد انور خروت (انگلیسی: Mohamed Anwar Kharot) بازیکن فوتبال اهل افغانستان بود.
وی به همراه  تیم ملی فوتبال افغانستان در بازی‌های المپیک تابستانی ۱۹۴۸ شرکت کرده است.